# Білогруд Ігор Михайлович
Білогруд Ігор Михайлович (17 грудня 1916, м. Ромни — 2 березня 1992, Чикаго) — український композитор, піаніст, музичний педагог. В 1938—1941 навчався на композиторсько-теоретичному факультеті Київської консерваторії (клас Л. Ревуцького), а, опинившись за кордоном, закінчив Вищу музичну школу в Гейдельберзі (Німеччина).
В 1946—87 рр. виступав в Європі та Америці як соліст та акомпаніатор.
В 1951—85 рр. мав власну музичну студію в м. Бервін (Іллінойс, США).
Автор композицій: «Степ» (симфон. поема), «Дванадцять варіацій соль дієз мінор» для фортепіано, «Чарівник Змій» (балетна сюїта), «Ексцельзіор» І. Франка для мішаного хору, музики до «Лісової пісні» Л. Українки, «Промінь» для хору та оркестру, кантати «Сонце свободи», опери «Ольга Київська» (лібрето Л. Полтави), балетної сюїти для оркестру «Лани»,
«Пророцтво» для хору та оркестру, дитячої опери «Червона Шапочка» (лібрето А. Лобачевського) та багато ін.
Мав нагороди за твори «Сонце свободи» та «Ольга Київська». Також аранжував музику для мандолінного ансамблю ОДУМ у Чикаго. Озвучив вірші багатьох (понад 70) українських поетів, в тому числі Т. Шевченка, О. Олеся, X. Алчевської, Ганни Черінь та ін. Г. Черінь писала про композитора, що «душа його полтавська, його композиції щиро українські, в них дух українського степу».
Художник-графік М. М. Бондаренко створив портрет І. Білогруда, який надрукований в альбомі «Корінням із Сумщини»